# Jacques Martin (stripar)
Jacques Martin (25. september 1921 – 21. januar 2010) je bil francoski stripar in karikaturist. Bil je eden klasičnih umetnikov revije Tintin, poleg Edgarja P. Jacobsa in Hergéja, ki sta bila dolgoletna sodelavca. Najbolj je znan po seriji Alix. Rodil se je v Strasbourgu.

## Biografija
Po mladostnem študiju inženirstva je Jacques Martin leta 1942 začel risati svoje prve stripe. Leta 1946, po koncu vojne, je potoval po Belgiji v iskanju urednika za svoje delo. Kmalu zatem je spoznal Georgesa Remija (znan tudi kot Hergé), s katerim je sodeloval pri več njegovih zvezkih Tintina in njegovih pustolovščin (natančneje pri Tintinu v Tibetu in Koksu na krovu), medtem ko je delal na svojih lastnih zvezkih. Od Hergéja se je naučil slog ligne claire in ga pod Hergéjevim vodstvom začel tudi uporabljati pri svojem delu. Pozneje je veljal za enega od petih velikih mojstrov ligne claire sloga, skupaj z Hergéjem, Edgarjem P. Jacobsom, Bobom de Moorjem in Willyjem Vandersteenom.
Leta 1948 je ustvaril Alixa, svojo najbolj znano serijo, objavljeno v reviji Tintin, katerega dogodivščine - izjemno dobro raziskane - se dogajajo v rimski antiki. Ta zgodovinski strip je kmalu postal eden najbolj priljubljenih žanrov in je izšel v več državah po vsem svetu.
Zgodba Le specter de Carthage je na mednarodnem festivalu stripov v Angoulêmeju leta 1978 prejela nagrado za najboljši francoski realistični strip.
Martin je nadaljeval ustvarjanje drugih likov, začenši s sodobnim novinarjem Lefrancem leta 1952. Veliko kasneje je ustvaril druge v sodelovanju z različnimi partnerji, in sicer srednjeveškega arhitekta Jhena (sprva Xan) leta 1978, francoskega revolucionarnega častnika Arna leta 1984, atenskega Oriona leta 1990 in egiptovskega Keosa leta 1992. Leta 2003 je začel tudi novo serijo - Loïs, postavljena na dvoru Louisa francoskega sončnega kralja.
Leta 1998 je Martin zaradi slabega vida prepustil delo Alixa Rafaelu Moralesu. Serija Alix se nadaljuje z velikim uspehom. Martin je umrl 21. januarja 2010.

## Nagrade
- 1978: Nagrada za najboljši francoski realistični strip mednarodnega festivala stripa v Angoulêmeju, za Alix: Le spectre de Carthage [5]
- 2003: Velika nagrada svetega Mihaela [6]